# Vicente Esquerdo
Vicente Esquerdo Santas (Calpe, Alicante, 2 de enero de 1999) es un futbolista español que juega como centrocampista en la S. D. Ponferradina de la Primera Federación.

## Trayectoria

### Inicios
Nacido en Calpe, Alicante, jugó en el C. F. Ciudad de Benidorm y pasó a formarse en la cantera del Valencia Club de Fútbol. 
En la temporada 2018-19 fue ascendido al Valencia C. F. Mestalla del técnico Miguel Grau en la Segunda División B, en el que hizo su debut el 25 de agosto de 2018 sustituyendo a Sito Pascual en una victoria en casa por 2-0 frente al C. D. Ebro. El 24 de noviembre del mismo año anotó su primer gol con el equipo en un empate en casa 2-2 contra la U. B. Conquense. Al final de la temporada había participado en 28 partidos con el filial valencianista y en 4 partidos de la Liga Juvenil de la UEFA con el equipo juvenil dirigido por Mista.
La temporada 2019-20 se consolidó en el Valencia Mestalla de Chema Sanz siendo titular indiscutible y participando en 24 partidos en el filial con 2 goles marcados ante el Atlético Levante y el Orihuela C. F. En noviembre empezó a ir convocado con el primer equipo valencianista a las órdenes de Albert Celades, que conocía al jugador tras dirigirlo en categorías inferiores de la selección española.

### Debut en Primera
El 30 de noviembre de 2019 hizo su debut en Primera División entrando en sustitución de Coquelin en una victoria por 2-1 en Mestalla contra el Villarreal C. F.Entró también en los minutos finales contra el Real Valladolid en diciembre en el Nuevo José Zorrilla, y fue titular por primera vez en la Copa del Rey frente a la U. D. Logroñés el 22 de enero de 2020.El campeonato fue interrumpido por la pandemia de COVID-19 y cuando se retomó la Primera División estuvo entre los canteranos que contaban para el primer equipo, llegando a participar los minutos finales contra C. A. Osasuna.
Con contrato hasta el 30 de junio de 2022, se confirmó que estaría en dinámica del primer equipo para la temporada 2020-21 a las órdenes de Javi Gracia,ya que las bajas en el centro del campo propiciaban contar más con jóvenes canteranos. De hecho fue titular en las dos primeras jornadas del campeonato frente a Levante U. D. y R. C. Celta de Vigo, formando pareja con Kondogbia, y renovó su contrato ampliándolo hasta 2024. Dejó de tener minutos con el primer equipo hasta que participó en tres encuentros de Copa del Rey frente a Terrassa F. C. (como titular), Yeclano Deportivo y Sevilla F. C. Volvió a la titularidad en Liga frente al Granada C. F. junto a Carlos Soler en la 16.ª jornada. 
En total sumó 7 participaciones con el primer equipo y 11 con el Valencia Mestalla de Óscar Fernández, que no pudo evitar el descenso de Segunda División B a Tercera División RFEF.

### Cesión al C. D. Castellón
De cara al curso 2021-22 fue cedido al C. D. Castellón,con quien debutó el 9 de octubre de 2021 en la 7.ª jornada del Grupo II de la Primera Federación a las órdenes del técnico Sergi Escobar. Participó en un total de 22 partidos con los castellonenses, que finalizaron en la mitad de la tabla sin conseguir los objetivos del ascenso, de los cuales 2 partidos fueron en la Copa del Rey, donde marcó un gol el 2 de diciembre en la victoria 0-1 ante el Club Atlético Pulpileño.

### Regreso al Valencia Mestalla
La temporada 2022-23 regresó a la disciplina valencianista para reforzar al Valencia Mestalla de Miguel Ángel Angulo en su nueva andadura por la Segunda Federación, pero apenas pudo tener participación en la primera mitad del campeonato.
Tras su salida del Valencia C. F. fichó por el C. D. Arenteiro. En este equipo militó durante la temporada 2023-24 en la que jugó 33 partidos y marcó dos goles. Allí fue dirigido por Javier Rey, al quien acompañó la campaña siguiente en la S. D. Ponferradina.

## Clubes
| Club                     | País   | Año       |
| ------------------------ | ------ | --------- |
| Valencia C. F. Mestalla  | España | 2018-2021 |
| C. D. Castellón (cedido) | España | 2021-2022 |
| Valencia C. F. Mestalla  | España | 2022-2023 |
| C. D. Arenteiro          | España | 2023-2024 |
| S. D. Ponferradina       | España | 2024-     |